# Callochiton deshayesi
Callochiton deshayesi is een keverslakkensoort uit de familie van de Callochitonidae. De wetenschappelijke naam van de soort is voor het eerst geldig gepubliceerd in 1909 door Thiele.